# أسبوع الآلام (فلم)
الأسبوع المقدس ( باللغة البولندية : Wielki tydzień ) هو فيلم درامي بولندي اصدر عام 1995 من إخراج أندريه فايدا. دخل في مهرجان برلين السينمائي الدولي في نسخته السادسة والأربعين وفاز بجائزة الدب الفضي.

## قصته
تدور أحداث الفيلم في عام 1943 في وارسو ابان احتلالها. وهي عن إيرينا ليليان، امرأة شابة، تختبئ مع صديقاتها. في حين تم الاستيلاء عليها من قبل اثنين من عملاء الجستابو،

## الطاقم
الدور - اسم الممثل
- آنا مالكا (ماجدالينا وارزيتشا)
- جان مالكي (ووجتشيه مالايكات)
- زاموجسكي (ووجتشيه بسونياك)
- السيدة بيوتروفسكا (بوجينا ديكيل)
- بيوتروفسكي (سيزاري بازورا)
- كارسكا (أغنيشكا كوتولانكا)
- زاليسكي (أرتور بارسيس)
- أوسيبوفيتش (كرزيستوف ستروينسكي)
- والد إيرينا (ميشال باوليكي)
- مارتا (ماريا سيويرين)
- فلاديك (توماش برينياسز ستروس)